# Gilberto Almeida
Pour les articles homonymes, voir Almeida (homonymie).
Gilberto Almeida Egas, né le 30 mai 1928 à Ibarra (province d'Imbabura) et mort le 20 avril 2015 dans la même ville, est un peintre équatorien.

## Biographie
Après avoir étudié à Quito avec des professeurs français, grâce à une bourse, il suit les cours de l'École des Beaux-Arts de Quito, puis de celle de Guayaquil, et participe au Grupo de Vanguardia, dit Grupo VAN.
Il expose régulièrement en Équateur et à l'étranger depuis le début des années 1960: Biennale de São Paulo en 1962, Santiago, Buenos Aires, Washington, Jérusalem, etc.
Il est considéré comme l'un des artistes majeurs en Équateur,.